# Campylospora chaetocladia
Campylospora chaetocladia är en svampart som beskrevs av Ranzoni 1953. Campylospora chaetocladia ingår i släktet Campylospora, divisionen sporsäcksvampar och riket svampar.   Inga underarter finns listade i Catalogue of Life.